# الرأس الأخضر في الألعاب الأولمبية
الرأس الأخضر في الألعاب الأولمبية الألعاب الأولمبية هي من أهم الأحداث الرياضية في الرأس الأخضر، تقوم اللجنة الأولمبية للرأس الأخضر بالإشراف في شؤون مشاركة الرأس الأخضر في الألعاب الأولمبية، شاركت الرأس الأخضر أول مرة في الألعاب الأولمبية في دورة 1996 في أتالانتا في الولايات المتحدة، لم تفز الرأس الأخضر حتى الآن بأي ميدالية أولمبية.